# 片岡久兵衛
片岡 久兵衛（かたおか きゅうべえ、1902年1月30日 - 1988年10月11日）は、日本の経営者、銀行家。京都銀行頭取を務めた。京都府福知山市出身。

## 経歴
1923年に東京商科大学を卒業。1946年に京都銀行の前身である丹和銀行頭取に就任。1972年に相談役を経て、1980年には顧問に就任。
1988年10月11日急性呼吸不全のために死去。86歳没。

## 栄誉
- 藍綬褒章(1966年)[1]
- 勲四等旭日小綬章(1972年)[1]
- 藍綬褒章(1979年)
- 勲三等瑞宝章(1984年)
- 第六回ヒューマン大賞(1990年)